# Bathypontiidae
Bathypontiidae é uma família de copépodes pertencentes à ordem Calanoida.
Géneros:
- Alloiopodus Bradford, 1969
- Temorites Sars, 1900
- Temoropsis Wolfenden, 1911
- Zenkevitchiella Brodsky, 1955